# حسین السید
حسین السید (عربی: حسين السيد؛ زادهٔ ۱۱ دسامبر ۱۹۶۴) بازیکن فوتبال اهل مصر است.
از باشگاه‌هایی که در آن بازی کرده‌است می‌توان به باشگاه ورزشی زمالک اشاره کرد.
وی همچنین در تیم ملی فوتبال مصر بازی کرده‌است.